# 622
622 (DCXXII) fue un año común comenzado en viernes del calendario juliano, en vigor en aquella fecha.

## Acontecimientos

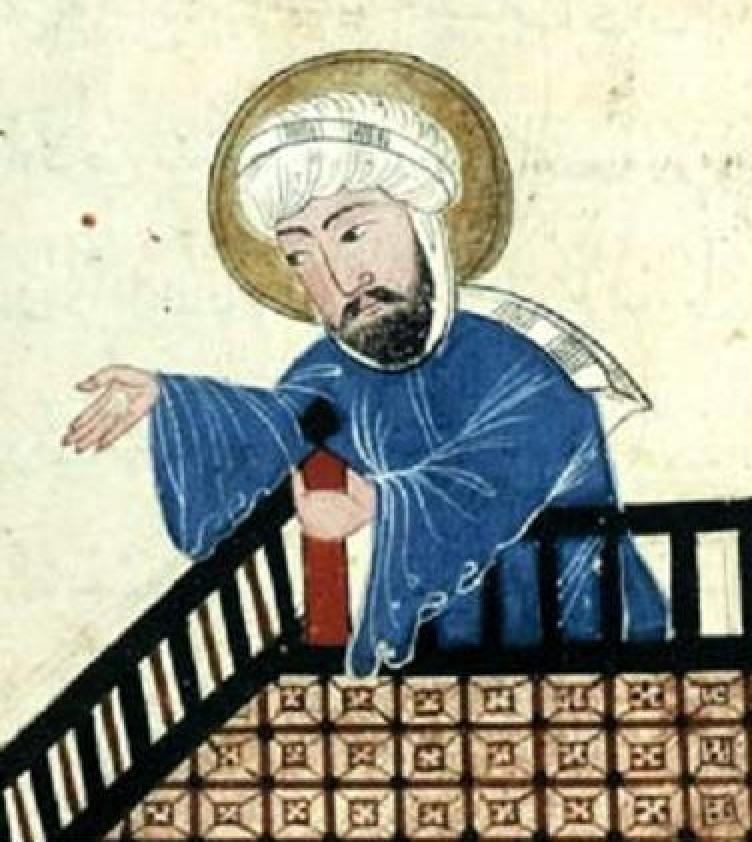
Mahoma

- Mahoma16 de julio: Mahoma se ve obligado a migrar ante la hostilidad general de La Meca. Este año es el inicio de la Hégira (migración), punto de partida de la cronología musulmana. Su nuevo destino fue Medina (Yatrib)[1]al-Nabí (Ciudad del Profeta). A partir de aquí, empiezan los musulmanes a contar sus años, con adopción del período lunar.
- En Japón se impone el uso de los caracteres chinos en la escritura.[1]

## Nacimientos
- Bavón de Gante, santo cristiano.
- Uqba ibn Nafi, general del califato Omeya.

## Fallecimientos
- Valerio de Leuconay, venerado como santo por varias confesiones cristianas.
- Príncipe Shōtoku, regente y político de la Corte Imperial de Japón.